# تپه اطراف شهر سوخته ۲۵۱
تپه اطراف شهر سوخته ۲۵۱ در شهرستان زابل، بخش شیب آب، دهستان لوتک، ۱۸/۷۵ کیلومتری جنوب غرب پایگاه باستان‌شناسی شهر سوخته واقع شده و این اثر در تاریخ ۲۰ اسفند ۱۳۸۵ با شمارهٔ ثبت ۱۸۰۵۹ به‌عنوان یکی از آثار ملی ایران به ثبت رسیده‌است.